# Achenseebahn
Az Achenseebahn egy rövid, 6,7 km hosszúságú, 1000 mm-es nyomtávolságú fogaskerekű vasútvonal Ausztriában Jenbach és a névadó Achensee között. A vasútvonal 1889-ben nyílt meg és mind a mai napig gőzmozdonyos üzem van rajta.